# クリスティ・ルー・スタウト

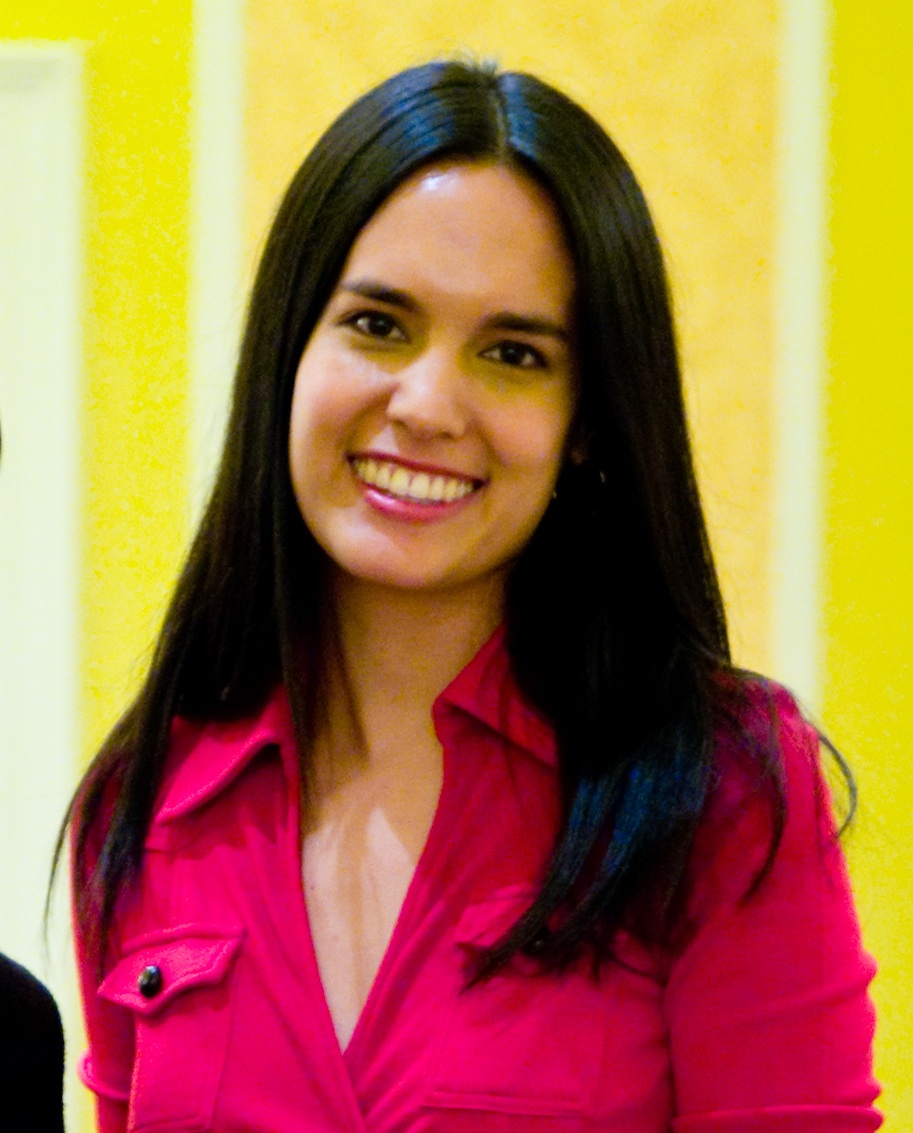
クリスティ・ルー・スタウト

クリスティ・ルー・スタウト (Kristie Lu Stout、1974年12月7日 - )は、CNN Internationalのアメリカ人ジャーナリスト、ニュースアンカー。

## 略歴
スタウトはカリフォルニア州サンノゼにあるリンブルック高校でリンブルックスピーチとディベートクラブ（LSD）を創設したメンバーの一人で、10代からモデルとしての活動もしていた。リンブルック高校を卒業後、スタンフォード大学でメディア研究を行い、学士号と修士を取得した。また、北京の清華大学で高度な中国語を研究した。
2006年アジア・テレビジョン・アワードのベスト・ニュース・プレセンターまだはアンカーを受賞している。
以前は、CNNの技術プログラムスパークとその日常 「Tech Watch」を担当し、サウス・チャイナ・モーニング・ポストに「北京バイト(Beijing Byte)」を書いたこともある。さらにWired.comの編集スタッフと搜狐の創設メンバーでもあった。
現在、香港に在住。弁護士のSeung Chongと結婚しており、娘が一人いる。
以前はCNNのマンスリープログラムグローバルオフィスを務め、現在はニュースストリーム（CNN香港センター発　日本時間21時-22時00分）のアンカーを務めている。